# 3872 Akirafujii
3872 Akirafujii (1983 AV) là một tiểu hành tinh vành đai chính được phát hiện ngày 12 tháng 1 năm 1983 bởi Skiff, B. A. ở Flagstaff (AM).